# Rzepin (gmina w województwie kieleckim)
Rzepin – dawna gmina wiejska istniejąca do 1954 roku w woj. kieleckim. Nazwa gminy pochodzi od wsi Rzepin, lecz siedzibą władz gminy były Radkowice. 
Za Królestwa Polskiego gmina Rzepin należała do powiatu iłżeckiego w guberni radomskiej. Z czasem gmina wchłonęła gminę Chybice.
W okresie międzywojennym gmina Rzepin należała do powiatu iłżeckiego w woj. kieleckim.  2 maja 1931 z gminy Rzepin wyłączono wieś Łąki Godowskie, włączając ją do gminy Kunów w powiecie opatowskim w tymże województwie.
Po wojnie gmina zachowała przynależność administracyjną. Według stanu z dnia 1 lipca 1952 roku gmina składała się z 20 gromad: Ambrożów, Bostów, Bukówka, Chybice, Dąbrowa Chybicka, Godów, Kałków, Nieczulice, Pawłów, Pokrzywnica, Radkowice, Radkowice kol., Rzepin I, Rzepin II, Rzepinek, Świślina, Trzeszków, Warszówek, Wawrzęczyce i Wieloborowice.
Jednostka została zniesiona 29 września 1954 roku wraz z reformą wprowadzającą gromady w miejsce gmin. Po reaktywowaniu gmin z dniem 1 stycznia 1973 roku gminy Rzepin nie przywrócono, a jej dawny obszar wszedł w skład nowych gmin Pawłów i Brzezie w tymże powiecie i województwie.